# Andreas Ottl
Andreas Ottl (ur. 1 marca 1985 w Monachium) – niemiecki piłkarz grający na pozycji defensywnego pomocnika.

## Kariera
Karierę rozpoczynał w klubie z Monachium - SV Nord Lerchenau. W 1996 roku został dostrzeżony przez Bayern Monachium i kupiony do juniorów tego zespołu. W 2002 roku ówczesny trener rezerw Bayernu Hermann Gerland nominował go do gry w Regionalliga. Prezentował się tam znakomicie co zainteresowało trenerów pierwszego zespołu. 1 lipca 2005 podpisał profesjonalny kontrakt z pierwszą drużyną Bayernu. W Bundeslidze zadebiutował 13 sierpnia 2005 roku w meczu przeciwko Bayerowi.
W styczniu 2010 roku został wypożyczony do 1. FC Nürnberg. Do końca sezonu rozegrał tam 17 meczów i zdobył jednego gola.
21 maja 2011 na zasadzie wolnego transferu przeszedł do Herthy Berlin. Z nowym klubem podpisał 3-letni kontrakt. W lipcu 2012 roku związał się dwuletnią umową z FC Augsburg.

## Sukcesy
- Mistrzostwo Niemiec U17: 2001
- Mistrzostwo Niemiec U19: 2002, 2004
- Mistrzostwo południowej Regionalliga: 2004
- Mistrzostwo Niemiec: 2006, 2008
- Puchar Niemiec: 2006, 2008
- Puchar Ligi Niemieckiej: 2007